# Naturschutzgebiet Braucksenke

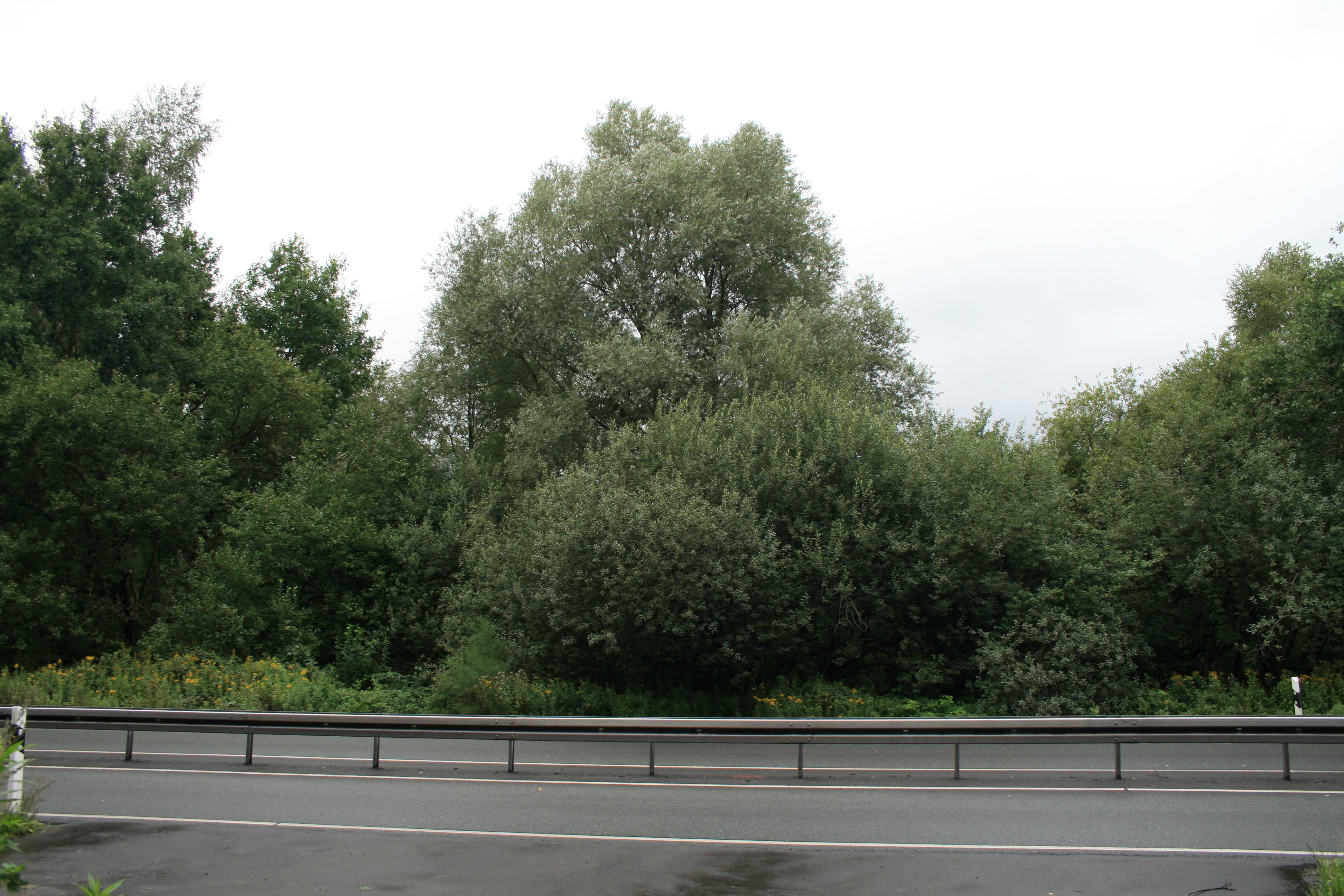
Der Südrand des Gebietes grenzt unmittelbar an die Hülsbergstraße in Marl.

Das Naturschutzgebiet Braucksenke liegt auf dem Gebiet der Stadt Marl in Nordrhein-Westfalen. Es handelt sich um ein Sumpfgebiet im Bereich einer Bergsenkung mit mehreren Quellen. Es ist 2,81 ha groß und trägt die Kennung RE-020.
Das Gebiet befindet sich nördlich der Waldsiedlung und etwa 600 Meter westlich der Schachtanlage Augusta Victoria 6. Als Begrenzung dienen die „Hülsbergstraße“ im Süden, die A 52/L 612 im Westen und die Bahntrasse Haltern-Marl im Osten. Nach Norden geht das Schutzgebiet in einen Waldstreifen und Wiesen über, der zum historischen Waldgebiet Die Haard gehört.

## Beschreibung
Das Naturschutzgebiet ist ein durch Bergsenkungen entstandenes Feuchtgebiet, in dem mehrere Quellen entspringen. Es fällt durch seine artenreiche Tier- und Pflanzengemeinschaften auf und dient ebenso als Rückzugsraum für Flora und Fauna.
In dem Birkenmischwald sind Sandbirke, Moorbirke, Stieleichen und Erlen vertreten. In der sehr dichten und fast undurchdringlichen Strauchschicht gibt es neben Weiden auch Brombeeren, Stachelbeere, Holunder und Ebereschen. Den Boden bedecken Röhricht und weitere typische Feuchtwaldkrautpflanzen, an einigen Stellen bedeckt die Kanadische Goldrute hohe Anteile der Flächen. Auf der kleinen Halde im Südosten des Geländes hat sich ein Ahornmischwald angesiedelt, an der westlichen Flanke schließt sich ein schmaler Streifen Birken-Eichenmischwald an. Das Naturschutzgebiet ist damit im Kiefernwald-dominierten Westmünsterland ein wichtiger Lebensraum für Birken- und Eichenwald sowie Feuchtwälder.
Die Waldbewirtschaftung in der Region konzentriert sich auf die Erhaltung des bestehenden Waldtyps. Es werden zwar Anstrengungen unternommen, die Schilfflächen offen zu halten, dies bleibt jedoch schwierig, da Teile der Feuchtgebiete bereits auszutrocknen beginnen. Zum Schutz der Landschaft wird auf den Straßenbau verzichtet und keine weiteren Bewirtschaftungsmaßnahmen geplant.
Registrierte Pflanzenarten (Auszug):
- Farne, z. B. Adlerfarn, Großer und Kleiner Dornfarn
- Weiden, z. B. Asch-Weide, Sal-Weide, Silber-Weide
- neben den Birken noch als Bäume Berg-Ahorn, Faulbaum, Stiel-Eiche, Schwarz-Erle, Zitter-Pappel
- Moose, z. B. Brunnenlebermoos, Sparriges Torfmoos, spitzblättriges Spießmoos
- Bittersüßer Nachtschatten
- Sumpf-Reitgras und Sumpf-Wasserstern
- Hunds-Straußgras und Pfeifengras

Dort lebende, besonders schützenswerte Tierarten:
- verschiedene Libellenarten insbesondere Vierfleck, Azurjungfern und Frühe Adonislibelle
- Rohrammer
- Mäusebussard